# Bodružal
Bodružal este o comună slovacă, aflată în districtul Svidník din regiunea Prešov, pe malul râului Bodružalík⁠(d). Localitatea se află la altitudinea de 359 m deasupra n.m., se întinde pe o suprafață de 7,24 km2 și în 2017 număra 63 de locuitori.

## Istoric
Localitatea Bodružal este atestată documentar din 1600.

## Demografie
| An:                | 1994 | 2004    | 2014   | 2024    |
| ------------------ | ---- | ------- | ------ | ------- |
| Număr de persoane: | 77   | 62      | 68     | 59      |
| Diferență:         |      | −19,48% | +9,67% | −13,23% |

| An:                | 2023 | 2024   |
| ------------------ | ---- | ------ |
| Număr de persoane: | 60   | 59     |
| Diferență:         |      | −1,66% |